# Octavo Ejército (Reino Unido)
El Octavo Ejército fue una de las más famosas unidades militares británicas de la Segunda Guerra Mundial, en la que luchó en las campañas del norte de África e Italia.
Fue una formación británica siempre mandada por británicos, pero sus soldados provenían tanto del Imperio británico y Commonwealth, como de la Europa ocupada por la Alemania nazi. Sus unidades subordinadas llegaron de Australia, India Británica, Canadá, Francia Libre, Grecia, Nueva Zelanda, Polonia, Rodesia, Sudáfrica y Reino Unido.

## Organización

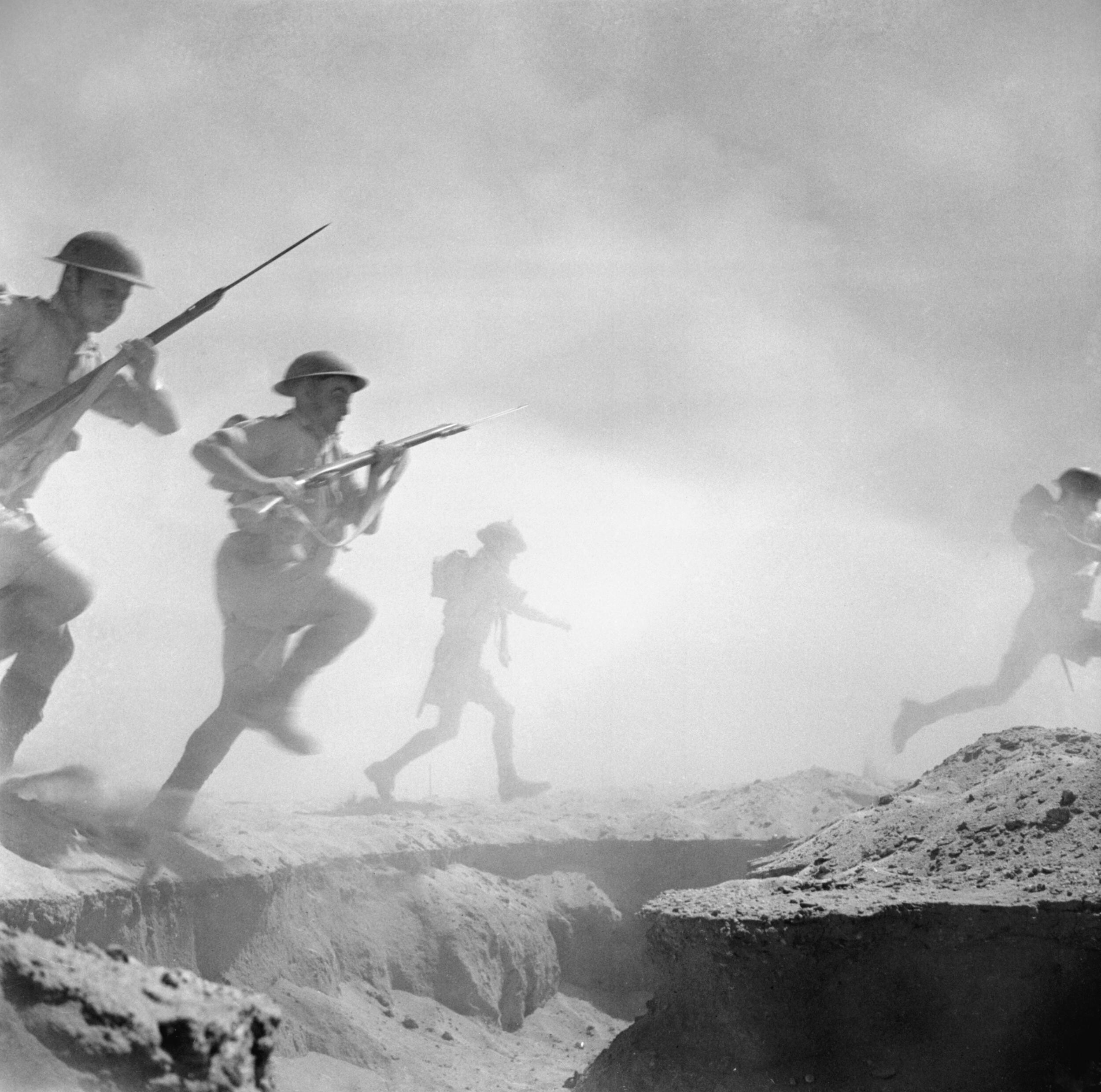
La infantería británica avanzada en mitad de la Segunda Batalla de El Alamein.

El 8.º Ejército británico se formó a partir de la Fuerza del Desierto Occidental en septiembre de 1941, siendo el teniente general Alan Cunningham su comandante en jefe. 
Cuando fue creado, el Octavo Ejército estaba compuesto por el XXX Cuerpo de Ejército al mando del teniente general Willoughby Norrie y el XIII Cuerpo de Ejército, al mando del también teniente general Reade Godwin-Austen. 
El XXX Cuerpo estaba compuesto por la 7.ª División Blindada británica (mandada por el mayor general William Gott), la 1.ª División de Infantería sudafricana (comandada por el mayor general George Brink) y la 22.ª Brigada de la Guardia. 
El XIII Cuerpo estaba compuesto por la 4.ª División de Infantería india (mandada por el mayor general Frank Messervy), la 2.ª División neozelandesa (mandada por el mayor general Bernard Freyberg) y la 1.ª Brigada de Tanques del Ejército. 
Además, el 8.º Ejército contaba con las guarniciones de Tobruk (la 70.ª División de Infantería británica al mando del mayor general Ronald Scobie) y la Brigada polaca Independiente de Rifles de los Cárpatos. En reserva tenía la 2.ª División de Infantería sudafricana, con lo que sus fuerza era de siete divisiones.
Cuando el ejército luchaba en la Segunda Batalla de El Alamein llegó a estar formado por 220 000 soldados repartidos en 10 divisiones y muchas brigadas independientes.

## Comandantes
- 9 de septiembre de 1941-26 de noviembre de 1941: teniente general Alan Cunningham
- 26 de noviembre de 1941-25 de junio de 1942: teniente general Neil Ritchie
- 25 de junio de 1942-13 de agosto de 1942: general Claude Auchinleck
- 13 de agosto de 1942-29 de diciembre de 1943: general Bernard Montgomery
- 29 de diciembre de 1943-1 de octubre de 1944: teniente general Oliver Leese
- 1 de octubre de 1944-julio de 1945: teniente general Richard McCreery

- Datos: Q270202
- Multimedia: Eighth Army (United Kingdom) / Q270202